# Creu
|  | Per a altres significats, vegeu «Creu (Matamala)». |

Creu llatina o cristiana

Creu grega

La creu és una figura geomètrica que consisteix en dues línies que es creuen en angle recte, de manera que divideixen quatre quadrants. Hi ha diversos tipus de creu (llatina, grega, en forma d'aspa...) És un dels símbols més antics de la humanitat. Les primeres creus que es van trobar van ser a les estepes de l'Àsia central a la prehistòria. Als temples d'Armènia, plens de creus, es parla de la influència turca en la seva configuració.

## Tipus de creu
Si la creu té el braç vertical més llarg, se'n diu creu llatina, mentre que si els quatre braços són iguals és una creu grega. Quan apareixen dos braços horitzontals, s'anomena creu de Lorena. Sumant-li un braç més, esdevé la creu papal. La creu nòrdica, present a les banderes escandinaves, té el braç horitzontal allargat per un costat, per cobrir la tela.
Si la creu té la part superior formant una baga o elipsi, el símbol s'anomena ankh. Si el braç superior gairebé ha desaparegut, de manera que la creu sembla una T, passa a dir-se creu de Sant Antoni.

## Aparicions de la creu
- Al sistema de numeració romà, una creu en forma de X representa el nombre deu
- Els signes de suma i multiplicació, així com la marca que un nombre és positiu
- L'obelus, una marca tipogràfica que remet a les notes a peu de pàgina, té forma de creu
- Una X sobre fons vermell indica "nociu"
- Al cristianisme és un dels símbols bàsics, un recordatori permanent de la crucifixió de Jesús
- Una creu dins un cercle feia referència al déu Odin. Prové de la creu solar neolítica, que simbolitzava el pas del temps per les estacions de l'any. Per als grups d'extrema dreta és una representació de la raça ària (solen posar la creu per sobre del cercle, a diferència del símbol solar tradicional)
- L'esvàstica (creu amb braços torts, també anomenada creu gammada) és un símbol de l'hinduisme que es va apropiar el nazisme
- La creu invertida, emprada al martiri de Sant Pere, ha esdevingut un signe de satanisme
- La Creu de Lorena és molt usada a l'heràldica
- Era un antic signe del déu Apol·lo
- La Creu Roja és una organització humanitària
- Els ossos de la bandera pirata es creuen en forma de creu
- La Creu del Sud és una famosa constel·lació
- Una creu en aspa indica incorrecció (per exemple en les notes escolars)
- Apareix en moltes banderes nacionals, per exemple a tots els països nòrdics